# Південне Бутово (телепрограма)
«Півде́нне Бу́тово» — імпровізаційне шоу. Вперше вийшло в ефір 13 вересня 2009 року на Першому каналі. Останній випуск вийшов 19 вересня 2010 року. Російський аналог німецької програми «Schillerstraße». В Україні повторювався на ICTV (2010)

## Опис
Це не просто район Москви, а домівка двох братів-приїжджих, Сергія Светлакова та Дмитра Брекоткіна, які, на перший погляд, здаються непримітними. Сергій, старший брат, приїхав завоювати Москву, вірячи, що хто наполегливо працює, той досягне успіху. Дмитро, навпаки, є повною протилежністю свого старшого брата. Приїхавши в гості до Сергія на кілька днів, він застряг там уже на цілий рік. Їх життя сповнене абсурдних історій, у яких фігурують їхні сусідки Віра Брежнєва та Аліса Гребенщикова, друзі Тимур Родрігез та Тимур Батрутдінов, господиня квартири Анастасія Шунін-Махоніна, а також «випадкові» гості Ксенія Собчак, Гарик Мартиросян, Жанна Фріске та Тигран Кеосаян.
В кожній передачі суть сюжету визначає модератор (Руслан Сорокін), про яку персонажі не знають до початку дії. Модератор у кожному епізоді встановлює тему для кожного персонажа, і актор має негайно втілити її через імпровізацію.
Концепція шоу була розроблена німецькою фірмою «Hurricane Fernsehproduktion GmbH». Оригінальна шоу транслюється в Німеччині з 2004 року під назвою «Schillerstraße» (рос. Вулиця Шиллера) на каналі «Sat1».

### Відмінності від німецької версії
Ідея німецької версії була зімітувати обстановку мексиканського телесеріалу, де відома тільки тема сюжету. Актори, як постійні, так і запрошені, намагаються не виходити з образу. Модератор своїми командами направляє сюжет і тільки іноді віддає чисто смішні команди, щоб розрядити обстановку або тупикову ситуацію.
У російській версії тема сценок не дотримується, хоча формально декларується. Светлаков і Брекоткін постійно заграють з залом і ведучим, підкреслюючи несерйозність ситуації, і не намагаються витримувати заданий образ. У проміжках між командами, що віддається модератором, дія відсутня. Коли команда подана, ті, хто її не отримав, не беруть участь у дії.

## У ролях
Учасники постійної трупи шоу:
- Сергій Светлаков — головний герой, який приїхав підкорювати Москву, знімає квартиру в Південному Бутово
- Дмитро Брекоткін — головний герой. Двоюрідний брат Сергія

Решта актори грають різних персонажів, проте за деякими збереглися постійні ролі.
- Тимур Батрутдінов — завжди різний персонаж
- Віра Брежнєва — сусідка (у 16 випуску — секретарка)
- Андрій Рожков — сусід
- Анастасія Шунін-Махоніна — господиня квартири
- Юлія Тімоніна — завжди різний персонаж
- Степан Абрамов — завжди різний персонаж
- Тимур Родрігез — завжди різний персонаж
- Аліса Гребенщикова — завжди різний персонаж
- Гарік Харламов — завжди різний персонаж

## Гості
У передачі залучена постійна кількість акторів, до штатної трупи кожен раз буде додаватися ще й гість — запрошена зірка. Серед них побували:
- Ксенія Собчак — нова дівчина Сергія (13 вересня 2009)
- Гарик Мартиросян — успішний телепродюсер (20 вересня 2009)
- Жанна Фріске — ще новіша дівчина Сергія (27 вересня 2009)
- Тигран Кеосаян — ревнивий наречений вагітної незнайомки Насті (11 жовтня 2009)
- Саті Казанова — однокласниця Сергія та Дмитра на прізвисько «Погануля» (10 січня 2010)
- Олександр Цекало — батько подруги Дмитра (31 січня 2010)
- Михайло Шац — батько Сергія (14 березня 2010)
- Тетяна Лазарєва — мати Сергія (14 березня 2010)
- Василь Уткін — телемайстер (14 березня 2010)
- Іван Ургант — друг Віри (4 квітня 2010)
- Філіп Кіркоров — заручник (25 квітня 2010)
- Тимофій Мозгов — син Дмитра (25 квітня 2010)
- Ігор Верник — друг Юлії (10 травня 2010)
- Jukebox Trio — вуличні музиканти (16 травня 2010)
- Альбіна Джанабаєва — подруга Віри (16 травня 2010)
- Надія Мейхер — подруга Віри (16 травня 2010)
- Дмитро Соколов — робітник, якого Дмитро запросив жити з ним (16 травня 2010)
- Олександр Пишний — розносник піци. Примітно, що в кінці історії, в якій він брав участь він заспівав пісню «Південне Бутово», написану ним самим. (4 липня 2010)
- Анфіса Чехова — стюардеса (4 липня 2010)
- Леонід Ярмольник — англійський лорд (29 серпня 2010)
- Наталія Мальцева — в ролі самої себе (5 вересня 2010)
- Домінік Джокер — в ролі самого себе (19 вересня 2010)
- Гоша Куценко — завсідник клубу (19 вересня 2010)

## Список серій
| - | № серії | Мініатюри | Запрошені знаменитості | Дата прем'єри | - | 01 | «Фінансова криза» і «Романтичне побачення» | Ксенія Собчак, Тимур Родрігез, Віра Брежнєва | 13 вересня 2009 | - | 02 | «На риболовлю» та «Домашнє телебачення» | Гарик Мартиросян, Тимур Батрутдінов | 20 вересня 2009 | - | 03 | «Забутий день народження» і «Фітнес» | Жанна Фріске | 27 вересня 2009 | - | 04 | «Миші» і «Трішки вагітна» | Тигран Кеосаян | 11 жовтня 2009 | - | 05 | «Зустріч однокласників» і «Військові збори» | Саті Казанова | 10 січня 2010 | - | 06 | «Без води» і «Наречена» | Олександр Цекало | 31 січня 2010 | - | 07 | «Приїзд батьків» і «Спорт» | Михайло Шац, Тетяна Лазарєва, Василь Уткін | 14 березня 2010 | - | 08 | «Хвороба» і «Любов» | Іван Ургант | 4 квітня 2010 | - | 09 | «Позашлюбний син» і «Після полювання» | Філіп Кіркоров, Тимофій Мозгов | 25 квітня 2010 | - | 10 | «Аварія» та «Кіно» | Ігор Верник | 10 травня 2010 | - | 11 | «Продюсери» і «Гастарбайтери» | «Jukebox Trio», Альбіна Джанабаєва, Надія Мейхер-Грановська, Дмитро Соколов | 16 травня 2010 | - | 12 | «Журналіст» і «Пограбування сусіда» |  | 30 травня 2010 | - | 13 | «Шоу-бізнес» і «аерофобія» | Олександр Пишний, Анфіса Чехова | 4 липня 2010 | - | 14 | «Піцерія» і «Англійський лорд» | Леонід Ярмольник | 29 серпня 2010 | - | 15 | «Ремонт» і «Спіритичний салон» | Наталія Мальцева | 5 вересня 2010 | - | 16 | «Гарна робота» і «Клуб» | Домінік Джокер, Гоша Куценко | 19 вересня 2010 | - |

## Час виходу в ефір
| - | № серії | Дата прем'єри | День тижня | Час | - | 01 | 13 вересня 2009 | Неділя | 23:00 | - | 02 | 20 вересня 2009 | Неділя | 22:50 | - | 03 | 27 вересня 2009 | Неділя | 23:00 | - | 04 | 11 жовтня 2009 | Неділя | 23:00 | - | 05 | 10 січня 2010 | Неділя | 22:20 | - | 06 | 31 січня 2010 | Неділя | 23:00 | - | 07 | 14 березня 2010 | Неділя | 23:00 | - | 08 | 4 квітня 2010 | Неділя | 22:30 | - | 09 | 25 квітня 2010 | Неділя | 23:00 | - | 10 | 10 травня 2010 | Понеділок | 23:00 | - | 11 | 16 травня 2010 | Неділя | 22:30 | - | 12 | 30 травня 2010 | Неділя | 23:00 | - | 13 | 4 липня 2010 | Неділя | 23:00 | - | 14 | 29 серпня 2010 | Неділя | 22:20 | - | 15 | 5 вересня 2010 | Неділя | 23:00 | - | 16 | 19 вересня 2010 | Неділя | 23:00 |

## Колектив проекту
- Руслан Сорокін - креативний продюсер і модератор.
- Олександр Цекало - генеральний продюсер.
- Євген Юранов - виконавчий продюсер.
- Герман Єфімов - режисер-постановник телевізійної версії програми

## Початкова тема
18 червня в щоденнику Олександра Хутрового з'явилася наступна запис:
 Бачило А. та А. Пишний представляють … Нова пісня «Південне Бутово» 

Для однойменної ТВ-програми на Першому. 

Слухаємо … висловлюємося … 

P.S. У телевізорі будуть співати по черзі різні виконавці, щоб урізноманітнити картину … 

## Критика
«І в перший раз Південне Бутово викликало захват і цілковите відчуття, що нарешті з'явилося щось живе. У другій — дивитися було цікаво, а в третій — вже стало нудно. Виявилося, що ніякого руху вперед в шоу немає, а без сюжету-каркаса навіть найгеніальніші імпровізації повисають у повітрі.»
Програма звелася до того, що модератор-ведучий говорить Светлакову: «Покажи чайник!». Той показує. «Брекоткін, покажи праска». Показує праска. «А тепер нехай чайник поговорить з праскою». Чайник і праска розмовляють.
Мені дуже подобалося те, що робили в КВН і за його межами породили Светлаков з Брекоткіним «Уральські пельмені». Я був впевнений, що незатребуваність Брекоткіна в нашому телеящику — велика для цього ящика втрата. Мені, нарешті, подобається, як ці хлопці показують праски, чайники і взагалі будь-які предмети побуту! Але коли чайник вступає в діалог з праскою в десятий раз, не те що Светлаков з Брекоткіним, Джим Керрі з Геннадієм Хазановим набриднуть.
У «Слава Богу, ти прийшов!» на один вдалий жарт імпровізує припадає п'ять жартів створюють фон акторів. У «Південному Бутово» все звалили на учасників, мовляв, вони таланти, вони вивезуть. А везти-то їм і нікуди. Тому мені здається, я вже зараз знаю, що покажуть в «Південному Бутово» найближчим неділю.
— «Про" чайник сказав праски "я більше дивитися не можу!», «Комсомольская правда» від 2 жовтня 2009 

## Цікаві факти
- Хоч за сюжетом Сергій і старший брат, але в житті Дмитро Брекоткін старше його на 7 років
- У шоу побували всі ведучі «Прожекторперісхілтон».
- Рідного брата Сергія теж звуть Діма
- У серії 16 травня 2010 року, в програмі брала участь група «ВІА Гра» і заспівала пісню «Діаманти». Цікаво, що в цьому складі (Віра Брежнєва, Альбіна Джанабаєва, Надія Мейхер-Грановська) група не з'являлася вже 5 років.